# Saffet Bulut
Saffet Bulut (* 1952 in Maçka, Türkei) ist ein türkischer Politiker.

## Leben
Bulut studierte an der Yıldız Universität in Istanbul Architektur. Sein Architekturbüro hat bisher 2000 Projekte gefertigt. 1992 ging Bulut in die Politik und wurde Stadtrat in Bahçelievler. 1994 wurde er zum Bürgermeister von Bahçelievler gewählt und in der Wahl von 1999 im Amt bestätigt. Bulut ist ein Mitglied der CHP. Er ist verheiratet und Vater von drei Kindern.